# Aristarc d'Esparta
Aristarc (en llatí Aristarchus, en grec antic Αρίσταρχος"Arístarkhos") fou un espartà enviat per succeir a Cleandre (Cleander) com a harmost al front de la ciutat de Bizanci.
Els grecs que havien acompanyat Cir el Jove a l'expedició contra el seu germà Artaxerxes II de Pèrsia (l'expedició dels deu mil), havien tornat i estaven acampats prop de Bizanci. Alguns havien venut les seves armes i s'havien establert a la ciutat. Aristarc, seguint instruccions del cap de la flota espartana, Anaxibi, que havia conegut a Cízic, va fer presoners a 400 mercenaris i els va vendre com esclaus. Després de ser subornat pel sàtrapa Farnabazos II va evitar que les tropes passessin a Àsia menor i saquegessin la satrapia i altres territoris, segons diu Xenofont a l'Anàbasi.